# SOS (Avicii)
"SOS" is een single van de Zweedse dj Avicii. De single is in samenwerking met Aloe Blacc, waarmee hij eerder samenwerkte voor "Wake Me Up". Het is het eerste nummer dat uitgebracht werd na het overlijden van de dj. Het nummer staat op zijn album Tim. De single behaalde al goud in onder meer België, Canada, Italië en Australië. In 2019 stond het nummer op de derde plek in de Dance 15 van The X Vibe, een jaarlijkse hitlijst met de populairste dancenummers van het jaar.